# Epthianure orangée
Epthianura aurifrons
Espèce
Synonymes
- Acanthiza flaviventris Ashby, 1910[1]
- Ephthianura aurifrons[1]
- Epthianura aurifrons flavescens Mathews, 1912[1]
- Epthianura aurifrons obsoleta Mathews, 1912[1]
- Geobasileus ahbyi Mathews, 1916[1]

Statut de conservation UICN

 LC  : Préoccupation mineure
L'Epthianure orangée (Epthianura aurifrons) est une espèce d'oiseaux de la famille des Meliphagidae. Cet oiseau est répandu à travers l'Australie.

## Systématique
L'espèce Epthianura aurifrons a été décrite pour la première fois en 1838 par l'ornithologue britannique John Gould (1804-1881).